# هورمودر (أيسين)
هورمودر (بالفارسية: هورمودر) هي قرية تقع في إيران في قسم أيسين الريفي. يقدر عدد سكانها بـ 700 نسمة بحسب إحصاء 2016.